# George Harrison-diszkográfia

## Albumok

### Stúdió albumok
- Wonderwall Music – 1968. november 1.
- Electronic Sound – 1969. május 9.
- All Things Must Pass – 1970. november 27.
- Living in the Material World – 1973. június 21.
- Dark Horse – 1974. december 20.
- Extra Texture (Read All About It) – 1975. szeptember 9.
- Thirty Three & 1/3 – 1976. november 19.
- George Harrison – 1979. február 14.
- Somewhere in England – 1981. június 5.
- Gone Troppo – 1982. november 5.
- Cloud Nine – 1987. november 2.
- Brainwashed – 2002. november 18.

### Koncert albumok
- The Concert for Bangladesh – 1971. december 20. (USA); 1972. január 7. (Nagy-Britannia)
- Live in Japan – 1992. július 13.

### Válogatások
- The Best of George Harrison – 1976. november 19.
- Best of Dark Horse 1976-1989 – 1989. október 23.
- The Dark Horse Years 1976-1992 – 2004. február 24.

### Traveling Wilburys
- Traveling Wilburys Vol. 1 – 1988. október 25.
- Traveling Wilburys Vol. 3 – 1990. október 29.

### Emlékkoncert
- Concert for George – 2003. november 17.

## Kislemezek
- "My Sweet Lord"/"What is Life" – 1970. (USA); 1971. január 15. (Nagy-Britannia)
- "What is Life" – 1971. (csak az USA-ban)
- "Bangla-Desh"/"Deep Blue" – 1971. július 30.
- "Give Me Love (Give Me Peace on Earth)"/"Miss O'Dell" – 1973. május 25.
- "Ding Dong"/"I Don't Care Anymore" – 1974. december 6.
- "Dark Horse"/"Hari's on Tour Express" – 1975. február 28.
- "You"/"World of Stone" – 1975. szeptember 12.
- "This Guitar (Can't Keep From Crying)"/"Maya Love" – 1976. február 6.
- "This Song"/"Learning How to Love You" – 1976. november 19.
- "Crackerbox Palace" – 1977. (csak az USA-ban)
- "True Love"/"Pure Smokey" – 1977. február 11.
- "It's What You Value"/"Woman Don't You Cry for Me" – 1977. május 31.
- "Blow Away"/"Soft Touch" – 1979. február 16.
- "Love Comes to Everyone"/"Soft-hearted Hana" – 1979. július 20.
- "Faster"/"Your Love is Forever" – 1979. július 30.
- "All Those Years Ago"/"Writing's on the Wall" – 1981. május 15.
- "Teardrops"/"Save the World" – 1981. július 31.
- "Wake Up My Love"/"Greece" – 1982. november 8.
- "Got My Mind Set on You"/"Lay His Head" – 1987. október 12.
- "When We Was Fab"/"Zig Zag" – 1988. január 25.
- "This is Love"/"Breath Away from Heaven" – 1988. június 13.
- "Handle with Care"/"Margarita" – 1988. október (Traveling Wilburys)
- "End of the Line"/"Congratulations" – 1989. február (Traveling Wilburys)
- "Cheer Down"/"Poor Little Girl" – 1989. november 27.
- "Nobody's Child" – 1990. június (Traveling Wilburys)
- "She's My Baby"/"New Blue Moon" – 1990. (Traveling Wilburys)
- "Wilbury Twist"/"New Blue Moon" – 1991. március (Traveling Wilburys)
- "My Sweet Lord" (új kiadás) – 2002. január 14.
- "Any Road"/"Marwa Blues" – 2003. május 12.

## Fordítás
- Ez a szócikk részben vagy egészben  a   George_Harrison#Discography című angol Wikipédia-szócikk fordításán alapul.  Az eredeti cikk szerkesztőit annak laptörténete sorolja fel. Ez a jelzés csupán a megfogalmazás eredetét és a szerzői jogokat jelzi, nem szolgál a cikkben szereplő információk forrásmegjelöléseként.